# Eleições autárquicas portuguesas de 1979 nos Açores
| Eleições autárquicas portuguesas de 1979 Distritos: Aveiro \| Beja \| Braga \| Bragança \| Castelo Branco \| Coimbra \| Évora \| Faro \| Guarda \| Leiria \| Lisboa \| Portalegre \| Porto \| Santarém \| Setúbal \| Viana do Castelo \| Vila Real \| Viseu \| Açores \| Madeira |

## Resultados por concelho
Os resultados nos concelhos da Região Autónoma dos Açores foram os seguintes:

### Angra do Heroísmo
| Partido                 | Partido                   | Votos  | %               | +/-  | Vereadores | +/-     |
| ----------------------- | ------------------------- | ------ | --------------- | ---- | ---------- | ------- |
|                         | Partido Social Democrata  | 9 020  | 52,99 / 100,00  | 2,30 | 4 / 7      | Estável |
|                         | Partido Socialista        | 5 796  | 34,05 / 100,00  | 3,08 | 3 / 7      | Estável |
|                         | Centro Democrático Social | 1 012  | 5,94 / 100,00   | 1,65 | 0 / 7      | Estável |
|                         | Aliança Povo Unido        | 525    | 3,08 / 100,00   | 1,06 | 0 / 7      | Estável |
|                         | União Democrática Popular | 217    | 1,27 / 100,00   | -    | 0 / 7      | -       |
| Votos Inválidos         | Votos Inválidos           | 453    | 2,66 / 100,00   | 0,10 |            |         |
| Total                   | Total                     | 17 023 | 100,00 / 100,00 |      | 7 / 7      |         |
| Eleitorado/Participação | Eleitorado/Participação   | 24 358 | 69,89 / 100,00  | 9,08 |            |         |

### Calheta
| Partido                 | Partido                   | Votos | %               | +/-   | Vereadores | +/-     |
| ----------------------- | ------------------------- | ----- | --------------- | ----- | ---------- | ------- |
|                         | Partido Social Democrata  | 1 769 | 80,45 / 100,00  | 6,68  | 5 / 5      | Estável |
|                         | Centro Democrático Social | 339   | 15,42 / 100,00  | -     | 0 / 5      | -       |
| Votos Inválidos         | Votos Inválidos           | 91    | 4,14 / 100,00   | 8,73  |            |         |
| Total                   | Total                     | 2 199 | 100,00 / 100,00 |       | 5 / 5      |         |
| Eleitorado/Participação | Eleitorado/Participação   | 3 140 | 70,03 / 100,00  | 22,32 |            |         |

### Corvo
| Partido                 | Partido                  | Votos | %               | +/-   | Vereadores | +/- |
| ----------------------- | ------------------------ | ----- | --------------- | ----- | ---------- | --- |
|                         | Partido Social Democrata | 138   | 61,06 / 100,00  | 7,98  | 5 / 5      | 2   |
| Votos Inválidos         | Votos Inválidos          | 88    | 38,94 / 100,00  | 37,79 |            |     |
| Total                   | Total                    | 226   | 100,00 / 100,00 |       | 5 / 5      |     |
| Eleitorado/Participação | Eleitorado/Participação  | 294   | 76,87 / 100,00  | 8,96  |            |     |

### Horta
| Partido                 | Partido                   | Votos  | %               | +/-  | Vereadores | +/-     |
| ----------------------- | ------------------------- | ------ | --------------- | ---- | ---------- | ------- |
|                         | Partido Social Democrata  | 4 906  | 62,95 / 100,00  | 1,55 | 5 / 7      | Estável |
|                         | Partido Socialista        | 1 919  | 24,62 / 100,00  | 4,27 | 2 / 7      | Estável |
|                         | Aliança Povo Unido        | 373    | 4,79 / 100,00   | 2,41 | 0 / 7      | Estável |
|                         | Centro Democrático Social | 309    | 3,97 / 100,00   | 0,09 | 0 / 7      | Estável |
|                         | União Democrática Popular | 83     | 1,07 / 100,00   | -    | 0 / 7      | -       |
|                         | PCTP/MRPP                 | 26     | 0,33 / 100,00   | -    | 0 / 7      | -       |
| Votos Inválidos         | Votos Inválidos           | 177    | 2,27 / 100,00   | 1,09 |            |         |
| Total                   | Total                     | 7 793  | 100,00 / 100,00 |      | 7 / 7      |         |
| Eleitorado/Participação | Eleitorado/Participação   | 10 721 | 72,69 / 100,00  | 5,63 |            |         |

### Lagoa
| Partido                 | Partido                  | Votos | %               | +/-   | Vereadores | +/-     |
| ----------------------- | ------------------------ | ----- | --------------- | ----- | ---------- | ------- |
|                         | Partido Social Democrata | 2 397 | 59,81 / 100,00  | 5,29  | 3 / 5      | Estável |
|                         | Partido Socialista       | 1 311 | 32,71 / 100,00  | 0,33  | 2 / 5      | Estável |
|                         | Aliança Povo Unido       | 105   | 2,62 / 100,00   | 0,74  | 0 / 5      | Estável |
| Votos Inválidos         | Votos Inválidos          | 195   | 4,87 / 100,00   | 0,05  |            |         |
| Total                   | Total                    | 4 008 | 100,00 / 100,00 |       | 5 / 5      |         |
| Eleitorado/Participação | Eleitorado/Participação  | 6 941 | 57,74 / 100,00  | 17,73 |            |         |

### Lajes das Flores
| Partido                 | Partido                  | Votos | %               | +/-   | Vereadores | +/-     |
| ----------------------- | ------------------------ | ----- | --------------- | ----- | ---------- | ------- |
|                         | Partido Socialista       | 541   | 52,52 / 100,00  | 39,83 | 3 / 5      | 3       |
|                         | Partido Social Democrata | 396   | 38,45 / 100,00  | 1,80  | 2 / 5      | Estável |
|                         | Aliança Povo Unido       | 44    | 4,27 / 100,00   | 11,70 | 0 / 5      | 1       |
| Votos Inválidos         | Votos Inválidos          | 49    | 4,76 / 100,00   | 1,04  |            |         |
| Total                   | Total                    | 1 030 | 100,00 / 100,00 |       | 5 / 5      |         |
| Eleitorado/Participação | Eleitorado/Participação  | 1 394 | 73,89 / 100,00  | 11,33 |            |         |

### Lajes do Pico
| Partido                 | Partido                  | Votos | %               | +/-  | Vereadores | +/-     |
| ----------------------- | ------------------------ | ----- | --------------- | ---- | ---------- | ------- |
|                         | Partido Social Democrata | 1 677 | 49,38 / 100,00  | 2,75 | 3 / 5      | Estável |
|                         | Partido Socialista       | 1 625 | 47,85 / 100,00  | 1,86 | 2 / 5      | Estável |
|                         | Aliança Povo Unido       | 20    | 0,59 / 100,00   | -    | 0 / 5      | -       |
| Votos Inválidos         | Votos Inválidos          | 74    | 2,18 / 100,00   | 0,30 |            |         |
| Total                   | Total                    | 3 396 | 100,00 / 100,00 |      | 5 / 5      |         |
| Eleitorado/Participação | Eleitorado/Participação  | 4 168 | 81,48 / 100,00  | 9,08 |            |         |

### Madalena
| Partido                 | Partido                  | Votos | %               | +/-   | Vereadores | +/-     |
| ----------------------- | ------------------------ | ----- | --------------- | ----- | ---------- | ------- |
|                         | Partido Social Democrata | 2 288 | 71,39 / 100,00  | 11,26 | 4 / 5      | Estável |
|                         | Partido Socialista       | 776   | 24,21 / 100,00  | 5,66  | 1 / 5      | Estável |
|                         | Aliança Povo Unido       | 76    | 2,37 / 100,00   | 0,58  | 0 / 5      | Estável |
| Votos Inválidos         | Votos Inválidos          | 65    | 2,02 / 100,00   | 1,07  |            |         |
| Total                   | Total                    | 3 205 | 100,00 / 100,00 |       | 5 / 5      |         |
| Eleitorado/Participação | Eleitorado/Participação  | 4 192 | 76,46 / 100,00  | 11,77 |            |         |

### Nordeste
| Partido                 | Partido                   | Votos | %               | +/-  | Vereadores | +/-     |
| ----------------------- | ------------------------- | ----- | --------------- | ---- | ---------- | ------- |
|                         | Partido Social Democrata  | 1 845 | 60,55 / 100,00  | 2,15 | 4 / 5      | Estável |
|                         | Partido Socialista        | 715   | 23,47 / 100,00  | 1,99 | 1 / 5      | Estável |
|                         | Centro Democrático Social | 272   | 8,93 / 100,00   | 1,42 | 0 / 5      | Estável |
|                         | Aliança Povo Unido        | 81    | 2,66 / 100,00   | 1,15 | 0 / 5      | Estável |
| Votos Inválidos         | Votos Inválidos           | 134   | 4,40 / 100,00   | 0,13 |            |         |
| Total                   | Total                     | 3 047 | 100,00 / 100,00 |      | 5 / 5      |         |
| Eleitorado/Participação | Eleitorado/Participação   | 4 346 | 70,11 / 100,00  | 9,93 |            |         |

### Ponta Delgada
| Partido                 | Partido                   | Votos  | %               | +/-   | Vereadores | +/-     |
| ----------------------- | ------------------------- | ------ | --------------- | ----- | ---------- | ------- |
|                         | Partido Social Democrata  | 13 274 | 63,52 / 100,00  | 8,49  | 6 / 7      | 1       |
|                         | Partido Socialista        | 4 304  | 20,60 / 100,00  | 9,98  | 1 / 7      | 1       |
|                         | Centro Democrático Social | 1 485  | 7,11 / 100,00   | 1,25  | 0 / 7      | Estável |
|                         | Aliança Povo Unido        | 754    | 3,61 / 100,00   | 1,97  | 0 / 7      | Estável |
|                         | PCTP/MRPP                 | 225    | 1,08 / 100,00   | -     | 0 / 7      | -       |
| Votos Inválidos         | Votos Inválidos           | 855    | 4,09 / 100,00   | 0,29  |            |         |
| Total                   | Total                     | 20 897 | 100,00 / 100,00 |       | 7 / 7      |         |
| Eleitorado/Participação | Eleitorado/Participação   | 38 089 | 54,86 / 100,00  | 15,42 |            |         |

### Povoação
| Partido                 | Partido                   | Votos | %               | +/-   | Vereadores | +/-     |
| ----------------------- | ------------------------- | ----- | --------------- | ----- | ---------- | ------- |
|                         | Partido Social Democrata  | 2 287 | 62,73 / 100,00  | 11,44 | 4 / 5      | 1       |
|                         | Centro Democrático Social | 593   | 16,26 / 100,00  | 0,46  | 1 / 5      | Estável |
|                         | Partido Socialista        | 528   | 14,48 / 100,00  | 9,33  | 0 / 5      | 1       |
|                         | Aliança Povo Unido        | 63    | 1,73 / 100,00   | -     | 0 / 5      | -       |
| Votos Inválidos         | Votos Inválidos           | 175   | 4,80 / 100,00   | 3,38  |            |         |
| Total                   | Total                     | 3 646 | 100,00 / 100,00 |       | 5 / 5      |         |
| Eleitorado/Participação | Eleitorado/Participação   | 5 351 | 68,14 / 100,00  | 26,39 |            |         |

### Ribeira Grande
| Partido                 | Partido                   | Votos  | %               | +/-   | Vereadores | +/-     |
| ----------------------- | ------------------------- | ------ | --------------- | ----- | ---------- | ------- |
|                         | Partido Social Democrata  | 6 259  | 66,03 / 100,00  | 17,08 | 6 / 7      | 2       |
|                         | Centro Democrático Social | 1 342  | 14,16 / 100,00  | 1,09  | 1 / 7      | Estável |
|                         | Aliança Povo Unido        | 963    | 10,16 / 100,00  | 9,01  | 0 / 7      | Estável |
| Votos Inválidos         | Votos Inválidos           | 915    | 9,66 / 100,00   | 2,74  |            |         |
| Total                   | Total                     | 9 479  | 100,00 / 100,00 |       | 7 / 7      |         |
| Eleitorado/Participação | Eleitorado/Participação   | 15 916 | 59,56 / 100,00  | 14,90 |            |         |

### Santa Cruz da Graciosa
| Partido                 | Partido                  | Votos | %               | +/-   | Vereadores | +/-     |
| ----------------------- | ------------------------ | ----- | --------------- | ----- | ---------- | ------- |
|                         | Partido Social Democrata | 2 103 | 75,05 / 100,00  | 1,55  | 4 / 5      | Estável |
|                         | Partido Socialista       | 592   | 21,13 / 100,00  | 1,08  | 1 / 5      | Estável |
| Votos Inválidos         | Votos Inválidos          | 107   | 3,82 / 100,00   | 0,46  |            |         |
| Total                   | Total                    | 2 802 | 100,00 / 100,00 |       | 5 / 5      |         |
| Eleitorado/Participação | Eleitorado/Participação  | 4 035 | 69,44 / 100,00  | 18,79 |            |         |

### Santa Cruz das Flores
| Partido                 | Partido                   | Votos | %               | +/-   | Vereadores | +/-     |
| ----------------------- | ------------------------- | ----- | --------------- | ----- | ---------- | ------- |
|                         | Partido Social Democrata  | 490   | 39,55 / 100,00  | 6,42  | 2 / 5      | Estável |
|                         | Centro Democrático Social | 476   | 38,42 / 100,00  | 15,03 | 2 / 5      | 1       |
|                         | Partido Socialista        | 199   | 16,06 / 100,00  | 7,76  | 1 / 5      | 1       |
| Votos Inválidos         | Votos Inválidos           | 74    | 5,97 / 100,00   | 0,84  |            |         |
| Total                   | Total                     | 1 239 | 100,00 / 100,00 |       | 5 / 5      |         |
| Eleitorado/Participação | Eleitorado/Participação   | 1 715 | 72,24 / 100,00  | 8,61  |            |         |

### São Roque do Pico
| Partido                 | Partido                  | Votos | %               | +/-  | Vereadores | +/-     |
| ----------------------- | ------------------------ | ----- | --------------- | ---- | ---------- | ------- |
|                         | Partido Social Democrata | 1 056 | 57,33 / 100,00  | 2,64 | 3 / 5      | Estável |
|                         | Partido Socialista       | 670   | 36,37 / 100,00  | 6,32 | 2 / 5      | Estável |
|                         | Aliança Povo Unido       | 47    | 2,55 / 100,00   | -    | 0 / 5      | -       |
| Votos Inválidos         | Votos Inválidos          | 69    | 3,75 / 100,00   | 1,13 |            |         |
| Total                   | Total                    | 1 842 | 100,00 / 100,00 |      | 5 / 5      |         |
| Eleitorado/Participação | Eleitorado/Participação  | 2 583 | 71,31 / 100,00  | 4,94 |            |         |

### Velas
| Partido                 | Partido                   | Votos | %               | +/-   | Vereadores | +/-     |
| ----------------------- | ------------------------- | ----- | --------------- | ----- | ---------- | ------- |
|                         | Partido Social Democrata  | 1 958 | 65,73 / 100,00  | 13,21 | 4 / 5      | 1       |
|                         | Centro Democrático Social | 650   | 21,82 / 100,00  | 14,85 | 1 / 5      | 1       |
|                         | Partido Socialista        | 303   | 10,17 / 100,00  | 2,86  | 0 / 5      | Estável |
| Votos Inválidos         | Votos Inválidos           | 68    | 2,28 / 100,00   | 1,22  |            |         |
| Total                   | Total                     | 2 979 | 100,00 / 100,00 |       | 5 / 5      |         |
| Eleitorado/Participação | Eleitorado/Participação   | 3 908 | 76,23 / 100,00  | 15,11 |            |         |

### Vila do Porto
| Partido                 | Partido                   | Votos | %               | +/-   | Vereadores | +/-     |
| ----------------------- | ------------------------- | ----- | --------------- | ----- | ---------- | ------- |
|                         | Partido Social Democrata  | 1 294 | 54,74 / 100,00  | 6,11  | 3 / 5      | 1       |
|                         | Partido Socialista        | 712   | 30,12 / 100,00  | 4,36  | 2 / 5      | 1       |
|                         | Centro Democrático Social | 190   | 8,04 / 100,00   | 2,43  | 0 / 5      | Estável |
|                         | Aliança Povo Unido        | 47    | 1,99 / 100,00   | -     | 0 / 5      | -       |
| Votos Inválidos         | Votos Inválidos           | 121   | 5,11 / 100,00   | 2,68  |            |         |
| Total                   | Total                     | 2 364 | 100,00 / 100,00 |       | 5 / 5      |         |
| Eleitorado/Participação | Eleitorado/Participação   | 4 225 | 55,95 / 100,00  | 18,92 |            |         |

### Vila Franca do Campo
| Partido                 | Partido                   | Votos | %               | +/-   | Vereadores | +/-     |
| ----------------------- | ------------------------- | ----- | --------------- | ----- | ---------- | ------- |
|                         | Partido Social Democrata  | 2 438 | 62,23 / 100,00  | 0,24  | 4 / 5      | Estável |
|                         | Partido Socialista        | 688   | 17,56 / 100,00  | 8,51  | 1 / 5      | Estável |
|                         | Centro Democrático Social | 344   | 8,78 / 100,00   | 2,73  | 0 / 5      | Estável |
|                         | Aliança Povo Unido        | 242   | 6,18 / 100,00   | -     | 0 / 5      | -       |
| Votos Inválidos         | Votos Inválidos           | 206   | 5,26 / 100,00   | 0,16  |            |         |
| Total                   | Total                     | 3 918 | 100,00 / 100,00 |       | 5 / 5      |         |
| Eleitorado/Participação | Eleitorado/Participação   | 6 787 | 57,73 / 100,00  | 14,38 |            |         |

### Vila Praia da Vitória
| Partido                 | Partido                   | Votos  | %               | +/-   | Vereadores | +/-     |
| ----------------------- | ------------------------- | ------ | --------------- | ----- | ---------- | ------- |
|                         | Partido Social Democrata  | 5 798  | 58,60 / 100,00  | 4,35  | 5 / 7      | 1       |
|                         | Partido Socialista        | 3 097  | 31,30 / 100,00  | 4,58  | 2 / 7      | 1       |
|                         | Centro Democrático Social | 478    | 4,83 / 100,00   | 1,56  | 0 / 7      | Estável |
|                         | Aliança Povo Unido        | 231    | 2,33 / 100,00   | 1,42  | 0 / 7      | Estável |
| Votos Inválidos         | Votos Inválidos           | 290    | 2,93 / 100,00   | 1,06  |            |         |
| Total                   | Total                     | 9 894  | 100,00 / 100,00 |       | 7 / 7      |         |
| Eleitorado/Participação | Eleitorado/Participação   | 14 506 | 68,21 / 100,00  | 12,09 |            |         |